# 마키시마촌 (사가현)
마키시마촌(牧島村)은 사가현 니시마쓰우라군에 있던 촌이다. 현재의 이마리시에 해당한다.

## 역사
- 1889년 4월 1일 - 정촌제 시행에 의해 니시마쓰우라군 마키시마촌이 성립하였다.
- 1928년 12월 10일 - 이마리정에 편입해 폐지되었다.

## 참고문헌
- 角川日本地名大辞典 41 佐賀県
- 『市町村名変遷辞典』東京堂出版、1990年。